# Syllimnophora breviseta
Syllimnophora breviseta är en tvåvingeart som först beskrevs av Stein 1911.  Syllimnophora breviseta ingår i släktet Syllimnophora och familjen husflugor.
Artens utbredningsområde är Bolivia. Inga underarter finns listade i Catalogue of Life.